# Limnocaridella alberti
Limnocaridella alberti is een garnalensoort uit de familie van de Atyidae. De wetenschappelijke naam van de soort is voor het eerst geldig gepubliceerd in 1910 door Lenz.